# Гуачанчо
Гуачанчо, или сфирена-гуачанчо (лат. Sphyraena guachancho), — вид лучепёрых рыб семейства барракудовых. Имеют удлиненное торпедообразное тело обтекаемой формы, что обеспечивает этому виду быстрое передвижение в толще воды. Обитают у берегов северо-западной Африки и Северной, Центральной и Южной Америки. Являются объектом местного рыболовства. 

## Описание
Тело вытянутое, в поперечном сечении цилиндрической формы, немного сжато с боков, покрыто мелкой циклоидной чешуёй. Голова длинная с заострённым рылом, также покрыта чешуёй сверху и по бокам. Рот большой, почти горизонтальный. Челюсти удлинённые, нижняя челюсть выдаётся вперёд. Зубы крупные, острые, конической формы.
Два коротких спинных плавника разделены большим промежутком. В первом спинном плавнике 5 жёстких лучей. Во втором спинном плавнике 1 жёсткий и 9 мягких лучей. В анальном плавнике 2 колючих и 8 мягких лучей. Последние мягкие лучи второго спинного плавника и анального плавника удлинённые. Хвостовой плавник выемчатый. Грудные плавники короткие, расположены у боковой линии. В брюшных плавниках 1 колючий и 5 мягких лучей. Боковая линия хорошо развита, прямая, с 108—122 чешуйками.
Верхняя часть тела сероватая или оливково-коричневая. Бока тела серебристые с жёлтыми или золотистыми полосами. Нет тёмных пятен на тела (только у молоди широкие чёрные полоски на теле). Края брюшных, анального плавников и средние лучи хвостового плавника черноватые.
Максимальная длина тела 200 см, обычно до 70 см. 

## Биология
Морские бентопелагические рыбы. Обитают в прибрежных водах на глубине до 100 м. Предпочитают мутные воды над илистыми грунтами. Заходят в эстуарии и устья рек. Часто образуют стаи.
Питаются мелкими рыбами, которые принадлежат к семействам анчоусовые, сельдевые, луциановые, ящероголовые; а также кальмарами.

## Ареал
Гуачанчо распространены в тропических, субтропических и тёплых умеренных водах Атлантического океана. Восточная Атлантика: Мадейра, Канарские острова, острова Зелёного мыса; вдоль западного побережья Африки от Сенегала до Анголы. Западная Атлантика: от Массачусетса вдоль восточного побережья США, включая Мексиканский залив и Карибское море и далее вдоль побережья Южной Америки до юга Бразилии. Не обнаружены у Бермудских и Багамских островов.